# 568
568 је била преступна година.

## Догађаји
- Пролеће – Лангобарди, предвођени краљем Албоином, прелазе Јулијске Алпе. Њихова инвазија на северну Италију је готово без отпора; усахле византијске снаге, које су остале у долини Пада и базиране у Равени, не могу да дођу до надмоћног упада Ломбарда. Становници италијанског села беже од прилаза Лангобарда. Неки се повлаче на баријерна острва дуж обале северног Јадранског мора, где оснивају стална насеља: град у настајању Венеција.
- Византинци напуштају данашњу Ломбардију и Тоскану, да би успоставили гранични марш у брдима јужно од Равене (још познат као Ле Марке). Баварци, Сармати, Саксонци и Тајфали се придружују инвазији на путу. Како напредују,  за њима остају на Балканском полуострву Авари, Бугари и Срби.
- Сигеберт I, краљ Аустразије, одбија други напад Авара. Његов полубрат Хилперик I дави своју жену Галсвинту на подстицај своје љубавнице Фредегунд.
- Леовигилд је проглашен ко-краљем и наследником након друге године владавине његовог брата Лијуве I. Постаје владар над Визиготима у Хиспаниа Цитериор (Источна Шпанија).
- Мумолус, гало-римски префект, побеђује Лангобарде код Ембруна и протерује их из Провансе (Јужна Галија).
- Аварски каганат покушава да протера Кутригуре који су побегли од Гоктурка, наређујући им да иду јужно од реке Саве; они који одлазе углавном потпадају под власт Турака.
- Етелрик је наследио свог брата Аду на месту краља Бернисије (савремене Шкотске). Он влада од 568–572.
- Битка код Вибандуна: Цевлин од Весекса побеђује Етелберта од Кента.
- Турци и Сасаниди успевају да униште Хепталите на источној граници.
- Турски кан шаље изасланике у Византијско царство.
- Цар Јустин II и његова супруга Софија шаљу Крст Јустина II у Рим, ради побољшања односа са Византијским царством.
- Павлин I, патријарх Аквилеје, бежи са благом своје цркве и преноси их на острво Градо.